# Loptasti bjelolist
Loptasti bjelolist (lat. Filago pyramidata), je europska biljna vrsta iz porodice glavočika (Asteraceae). Porijeklom je iz mediteranske regije južne Europe, sjeverne Afrike i Bliskog istoka, te Velike Britanije, Niskih Zemalja i Njemačke. Također je naturalizirana na raštrkanim lokacijama u Sjevernoj Americi (Britanska Kolumbija, Oregon, Kalifornija) i Australiji (Južna Australija, Victoria), Pakistanu i drugim mjestima.

## Opis
Filago pyramidata je jednogodišnja biljka visoka do 30 cm, prekrivea vunastim dlačicama. Cvjetne glavice formira u gustim grozdovima od 8-16 glavica, od kojih svaka sadrži nekoliko malih cvjetova.

## Vanjske poveznice
- line drawing from Flora of Pakistan: Asteraceae II, Vol. 210, (Fig. 31, A-E)
- Cretan Flora
- Online Atlas of the British & Irish flora
- Online Flora of Malta
- Flowers of India
- Plant Biodiversity of South-Western Morocco